# رژیونال
رژیونال (انگلیسی: Régional) شرکت هواپیمایی فرانسوی است که در سال ۲۰۰۱ تأسیس شد و هم‌اکنون مالک ناوگانی از ۴۴ فروند هواپیما است.